# Magistrat, Celje
Magistrat je poslopje v Celju, ki je dobilo svojo današnjo podobo v začetku 19. stoletja. Leži nasproti Marijine cerkve na Prešernovi ulici. Od leta 1830 je bil tu sedež celjskega magistrata.
Danes je v poslopju Muzej novejše zgodovine (od leta 1962 do 1991 Muzej revolucije) in Hermanov brlog, edini otroški muzej v Sloveniji. V njegovem sklopu sta tudi njegova dislocirana enota Stari pisker in Stekleni fotografski atelje Josipa Pelikana.
Poslopje je nekaj časa služilo kot plemiški dvorec (»generalska hiša«), nato pa kot mestna hiša. V tem poslopju je leta 1782 prenočeval papež Pij VI., ko je potoval na Dunaj, da bi cesarja Jožefa II. pregovoril, naj opusti svoje prenove. Po daljših pogajanjih je poslopje 4. junija 1830 kupil mestni občinski svet, da bi v njej namestil mestno upravo. Mesto je hišo začelo preurejati. Želeli so dodati še tretje nadstropje, vendar so sosedje temu nasprotovali zaradi nevarnosti strele. V pritličju so pripravili prostore za glavno stražo, mestni davčni in finančni urad ter stanovanje za policijskega stražnika. Prvo nadstropje so preuredili za pisarne, za stanovanje župana in neoženjenega uradnika. Odstranili so streho nad vhodom in jo nadomestili z balkonom, ki so ga naslonili na osem stebričev, urezanih iz orjaškega rimskega stebra. Fasada je dobila klasicistični videz.
Leta 1850 je poslopje gostilo okrožno sodišče do leta 1871. V letu 1927 so v poslopju magistrata odprli javno mestno knjižnico.